# 코렐 비디오스튜디오
코렐 비디오스튜디오(Corel VideoStudio, 이전 이름: 율리드 비디오스튜디오, Ulead VideoStudio)는 마이크로소프트 윈도우용 영상 편집 소프트웨어 패키지이다.

## 특징

### 기본 편집
이 소프트웨어를 사용하면 스토리보드 및 타임라인 중심 편집이 가능하다. 소스 클립은 다양한 형식이 지원되며, 결과 비디오를 비디오 파일로 내보낼 수 있다. DVD 및 AVCHD DVD 제작 기능이 포함되어 있으며 플러그인을 통해 블루레이 제작이 가능하다. 비디오스튜디오는 직접 DV 및 HDV 캡처 및 굽기를 지원한다.

### 오버레이
사용자는 비디오, 이미지, 텍스트를 오버레이할 수 있다. 오버레이 트랙을 사용하면 최대 50개의 클립을 동시에 표시할 수 있다. 알파 채널을 포함한 MOV 및 AVI 형식의 비디오와 PSP, PSD, PNG 및 GIF 형식의 이미지를 처리할 수 있다. 알파 채널이 포함되지 않은 클립은 오버레이 비디오에서 특정 색상을 제거하여 필요한 배경이나 이미지가 전경에 표시되도록 할 수 있다.

### 프록시 비디오 파일
비디오스튜디오는 고화질 비디오를 지원한다. 프록시 파일은 성능 향상을 위해 편집 중에 전체 해상도 소스를 대신하는 비디오 소스의 작은 버전이다.

### 플러그인/번들
비디오스튜디오는 NewBlue 및 proDAD를 포함한 제공업체의 VFX 유형 플러그인을 지원한다. proDAD 플러그인 Roto-Pen, Script, Vitascene 및 Mercalli-Stabilizer는 X4 이상 Ultimate Edition과 함께 번들로 제공된다.

## 버전 역사
- Ulead VideoStudio 4 (1999)
- Ulead VideoStudio 5 (2001)
- Ulead VideoStudio 6 (2002)
- Ulead VideoStudio 7 (2003)
- Ulead VideoStudio 8 (2004)
- Ulead VideoStudio 9 (2005)
- Ulead VideoStudio 10 plus. (2006)
- Corel Ulead VideoStudio 11 plus. (2007)
- Corel VideoStudio Pro X2 (v12, 2008)
- Corel VideoStudio Pro X3 (v13, 2010)
- 2011: Corel VideoStudio Pro X4 (v14, 2011)
- Corel VideoStudio Pro X5 (v15, March 9, 2012)
- Corel VideoStudio Pro X6 (v16, April 25, 2013)
- Corel VideoStudio Pro X7 (v17, March 5, 2014)
- Corel VideoStudio Pro X8 (v18, May 8, 2015)
- Corel VideoStudio Pro X9 (v19, February 16, 2016)
- Corel VideoStudio Pro X10 (v20, February 15, 2017)
- Corel VideoStudio Pro 2018 (v21, February 13, 2018)
- Corel VideoStudio Pro 2019 (v22, February 12, 2019)
- Corel VideoStudio Pro 2020 (v23, February 25, 2020)
- Corel VideoStudio Pro 2021 (v24, March 26, 2021)
- Corel VideoStudio Pro 2022 (v25, March 6, 2022)